# سوفیا موراتوا
سوفیا موراتوا (به انگلیسی: Sofia Muratova) ژیمناست زادهٔ ۱۳ ژوئیهٔ ۱۹۲۹ میلادی اهل کشور شوروی است.